# Tommi Mäkinen
Tommi Antero Mäkinen (Jyväskylä, 26. lipnja 1964.) finski reli-vozač, jedan od najuspješnijih vozača svih vremena. Osvojio je naslov Svjetskog prvaka u reliju četiri puta i ukupno pobijedio na 24 utrke Svjetskog prvenstva u reliju.

## Životopis
Četiri naslova svjetskog prvaka u reliju zabilježio je redom 1996., 1997., 1998., i 1999. svaki puta vozeći za momčad Ralliart Mitsubishi u modelu automobila Lancer Evolution.
Tommijevi suvozači u Svjetskom prvenstvu u reliju bili su redom sunarodnjaci Seppo Harjanne Risto Mannisenmäki i Timo Salonen.
Svoju prvu pobjedu u Svjetskom prvenstvu u reliju zabilježio je 1994. na Reliju 1000 jezera danas Neste Reli Finska u automobilu Ford Escort RS Cosworth.
Povukao se iz Svjetskog prvenstva u reliju 2003. trećim mjestom na Reliju Wales.  

## Podaci
Prvi reli automobil: Ford Escort RS 2000 (1985)
Prvi reli: Nokia Rally 12. listopada 1985.
Prvi nastup na utrci Svjetskog prvenstva u reliju: Jyväskylä tisuću jezera reli 1987.
Prva pobjeda na utrci Svjetskog prvenstva u reliju: Jyväskylän Suurajot (Neste Reli Finska) 1994.
Prvi puta svjetski prvak s Mitsubishiijem 1996.

## Pobjede na utrkama Svjetskog prvenstva u reliju (24)
Finska 1994., 1996., 1997., 1998.
Švedska 1996., 1998., 1999.
Kenija 1996., 2001.
Argentina 1996., 1997., 1998.
Australija 1996., 1998.
Portugal 1997., 2001.
Španjolska 1997.,
San Remo 1998, 1999
Monte Carlo 1999., 2000., 2001., 2002.
Novi Zeland 1999.

## Vanjske poveznice
- Tommi Mäkinen Racing Ltd.